# Austrohelcon indultor
Austrohelcon indultor är en stekelart som först beskrevs av Wilhelm Ferdinand Erichson 1841.  Austrohelcon indultor ingår i släktet Austrohelcon och familjen bracksteklar. Inga underarter finns listade.